# Víctor Martín Alba
Víctor Martín (Madrid, España; 30 de agosto de 1992) es un entrenador de fútbol español. Su equipo actual es el Atlético de Madrid de la Primera División Femenina de España.

## Trayectoria
Fue entrenador de las categorías inferiores en el Madrid CFF, equipo en el que debutó como entrenador del primer equipo en la Primera División Femenina de España en la temporada 2017-18 de manera interina, para hacerse posteriormente cargo del equipo en la temporada 2018-19.
Tras varias experiencias como asistente en equipos masculinos de fútbol volvió al Madrid CFF en 2023 para cubrir la baja por maternidad de María Pry, y permaneció en el club temporada y media, quedando sextas y quintas al final de cada temporada.
En 2024 fichó por el Atlético de Madrid. Su primera temporada en el cuadro rojiblanco fue muy irregular y estuvo cuestionado a mitad de temporada, aunque acabó logrando el objetivo de ser terceras.